# Thọ Xuân (huyện)
Thọ Xuân là một huyện nằm ở phía tây tỉnh Thanh Hóa, Việt Nam.

## Địa lý
Huyện lỵ huyện Thọ Xuân (thị trấn Thọ Xuân) - cách thành phố Thanh Hóa (đi theo quốc lộ 47) 36 km về phía tây và nằm ngay bên hữu ngạn sông Chu - con sông lớn thứ hai ở tỉnh Thanh Hóa, hàm chứa nhiều huyền thoại đẹp về lịch sử, văn hóa,...
Huyện Thọ Xuân có vị trí địa lý:
- Phía đông giáp huyện Thiệu Hóa
- Phía đông bắc giáp huyện Yên Định
- Phía nam giáp huyện Triệu Sơn
- Phía tây nam giáp huyện Thường Xuân
- Phía tây bắc giáp huyện Ngọc Lặc.

Huyện Thọ Xuân có diện tích tự nhiên 292,29 km², dân số năm 2022 là 259.775 người, mật độ dân số đạt 889 người/km². Dân số năm 2019 là 195.998 người, mật độ dân số đạt 671 người/km².
Thọ Xuân là một huyện bán sơn địa, trên địa bàn huyện có sông Chu chảy theo hướng từ tây sang đông.

### Khí hậu
| Dữ liệu khí hậu của trạm Bái Thượng (Thọ Xuân) | Dữ liệu khí hậu của trạm Bái Thượng (Thọ Xuân) | Dữ liệu khí hậu của trạm Bái Thượng (Thọ Xuân) | Dữ liệu khí hậu của trạm Bái Thượng (Thọ Xuân) | Dữ liệu khí hậu của trạm Bái Thượng (Thọ Xuân) | Dữ liệu khí hậu của trạm Bái Thượng (Thọ Xuân) | Dữ liệu khí hậu của trạm Bái Thượng (Thọ Xuân) | Dữ liệu khí hậu của trạm Bái Thượng (Thọ Xuân) | Dữ liệu khí hậu của trạm Bái Thượng (Thọ Xuân) | Dữ liệu khí hậu của trạm Bái Thượng (Thọ Xuân) | Dữ liệu khí hậu của trạm Bái Thượng (Thọ Xuân) | Dữ liệu khí hậu của trạm Bái Thượng (Thọ Xuân) | Dữ liệu khí hậu của trạm Bái Thượng (Thọ Xuân) | Dữ liệu khí hậu của trạm Bái Thượng (Thọ Xuân) |
| Tháng                                          | 1                                              | 2                                              | 3                                              | 4                                              | 5                                              | 6                                              | 7                                              | 8                                              | 9                                              | 10                                             | 11                                             | 12                                             | Năm                                            |
| ---------------------------------------------- | ---------------------------------------------- | ---------------------------------------------- | ---------------------------------------------- | ---------------------------------------------- | ---------------------------------------------- | ---------------------------------------------- | ---------------------------------------------- | ---------------------------------------------- | ---------------------------------------------- | ---------------------------------------------- | ---------------------------------------------- | ---------------------------------------------- | ---------------------------------------------- |
| Cao kỉ lục °C (°F)                             | 33.6 (92.5)                                    | 36.2 (97.2)                                    | 37.7 (99.9)                                    | 40.5 (104.9)                                   | 41.5 (106.7)                                   | 41.5 (106.7)                                   | 40.5 (104.9)                                   | 39.0 (102.2)                                   | 37.4 (99.3)                                    | 35.4 (95.7)                                    | 36.2 (97.2)                                    | 34.3 (93.7)                                    | 41.5 (106.7)                                   |
| Trung bình ngày tối đa °C (°F)                 | 20.7 (69.3)                                    | 21.5 (70.7)                                    | 24.0 (75.2)                                    | 28.3 (82.9)                                    | 32.1 (89.8)                                    | 33.4 (92.1)                                    | 33.5 (92.3)                                    | 32.3 (90.1)                                    | 31.1 (88.0)                                    | 28.9 (84.0)                                    | 26.1 (79.0)                                    | 22.6 (72.7)                                    | 27.9 (82.2)                                    |
| Trung bình ngày °C (°F)                        | 16.9 (62.4)                                    | 18.0 (64.4)                                    | 20.4 (68.7)                                    | 24.1 (75.4)                                    | 27.0 (80.6)                                    | 28.5 (83.3)                                    | 28.5 (83.3)                                    | 27.8 (82.0)                                    | 26.7 (80.1)                                    | 24.6 (76.3)                                    | 21.5 (70.7)                                    | 18.2 (64.8)                                    | 23.6 (74.5)                                    |
| Tối thiểu trung bình ngày °C (°F)              | 14.3 (57.7)                                    | 15.8 (60.4)                                    | 18.2 (64.8)                                    | 21.4 (70.5)                                    | 23.8 (74.8)                                    | 25.3 (77.5)                                    | 25.3 (77.5)                                    | 24.9 (76.8)                                    | 23.9 (75.0)                                    | 21.7 (71.1)                                    | 18.4 (65.1)                                    | 15.2 (59.4)                                    | 20.7 (69.3)                                    |
| Thấp kỉ lục °C (°F)                            | 2.6 (36.7)                                     | 5.7 (42.3)                                     | 6.9 (44.4)                                     | 12.3 (54.1)                                    | 16.3 (61.3)                                    | 19.9 (67.8)                                    | 21.1 (70.0)                                    | 21.5 (70.7)                                    | 17.3 (63.1)                                    | 13.5 (56.3)                                    | 8.1 (46.6)                                     | 1.0 (33.8)                                     | 1.0 (33.8)                                     |
| Lượng mưa trung bình mm (inches)               | 28.9 (1.14)                                    | 27.2 (1.07)                                    | 47.2 (1.86)                                    | 87.6 (3.45)                                    | 248.2 (9.77)                                   | 249.0 (9.80)                                   | 244.0 (9.61)                                   | 338.7 (13.33)                                  | 329.6 (12.98)                                  | 219.0 (8.62)                                   | 84.3 (3.32)                                    | 24.7 (0.97)                                    | 1.938,5 (76.32)                                |
| Số ngày mưa trung bình                         | 10.9                                           | 11.8                                           | 14.9                                           | 14.5                                           | 17.3                                           | 16.0                                           | 15.9                                           | 18.0                                           | 14.5                                           | 11.7                                           | 8.4                                            | 6.8                                            | 161.5                                          |
| Độ ẩm tương đối trung bình (%)                 | 86.6                                           | 87.6                                           | 88.9                                           | 88.4                                           | 85.2                                           | 83.7                                           | 83.7                                           | 86.5                                           | 86.0                                           | 84.8                                           | 83.1                                           | 83.5                                           | 85.7                                           |
| Số giờ nắng trung bình tháng                   | 78.1                                           | 57.6                                           | 58.2                                           | 95.1                                           | 153.6                                          | 154.3                                          | 164.1                                          | 160.1                                          | 152.5                                          | 145.1                                          | 130.4                                          | 99.8                                           | 1.448,9                                        |
| Nguồn: QCVN 02:2022/BXD                        |                                                |                                                |                                                |                                                |                                                |                                                |                                                |                                                |                                                |                                                |                                                |                                                |                                                |

## Lịch sử
Thời thuộc Hán (năm 111 TCN đến năm 210), vùng đất Thọ Xuân thuộc huyện Tư Phố; từ năm 581 đến năm 905 thuộc huyện Di Phong, và sau đó thuộc huyện Trường Lâm.
Thời Trần, Thọ Xuân thuộc huyện Cổ Lôi. Từ năm 1466, Thọ Xuân có tên là Lôi Dương. Đến thế kỷ XV, Thọ Xuân là căn cứ của nghĩa quân Lam Sơn. Thọ Xuân là nơi sinh dưỡng nhiều vị vua sáng tôi hiền như: Lê Đại Hành, Lê Thái Tổ, Lê Thái Tông; Nguyễn Trãi, Trần Nguyên Hãn, Lê Văn Linh, Trịnh Khắc Phục,...
Thời Nguyễn năm 1826, huyện Lôi Dương tách khỏi phủ Thiệu Hóa (trước là Thiệu Thiên) nhập vào phủ Thọ Xuân (trước là phủ Thanh Đô, do có huyện Thọ Xuân - tức Thường Xuân ngày nay). Lỵ sở phủ Thọ Xuân trước năm 1895 đóng ở Thịnh Mỹ (nay thuộc xã Thọ Diên), sau dời về Xuân Phố (Xuân Trường ngày nay). Thọ Xuân cũng là căn cứ chống Pháp vào thời kỳ phong trào Cần Vương.
Sau Cách mạng Tháng Tám 1945, bỏ phủ Thọ Xuân, đổi huyện Lôi Dương thành huyện Thọ Xuân, huyện Thụy Nguyên đổi thành huyện Thiệu Hóa. Huyện Thọ Xuân khi đó gồm 50 xã: Bắc Lương, Hạnh Phúc, Nam Giang, Phú Yên, Quảng Phú, Tây Hồ, Thọ Bình, Thọ Cường, Thọ Dân, Thọ Diên, Thọ Hải, Thọ Lâm, Thọ Lập, Thọ Lộc, Thọ Minh, Thọ Ngọc, Thọ Nguyên, Thọ Phú, Thọ Sơn, Thọ Tân, Thọ Thế, Thọ Tiến, Thọ Trường, Thọ Vực, Thọ Xương, Xuân Bái, Xuân Châu, Xuân Giang, Xuân Hòa, Xuân Hưng, Xuân Khánh, Xuân Lai, Xuân Lam, Xuân Lập, Xuân Lộc, Xuân Minh, Xuân Phong, Xuân Phú, Xuân Quang, Xuân Sơn, Xuân Tân, Xuân Thắng, Xuân Thành, Xuân Thiên, Xuân Thịnh, Xuân Thọ, Xuân Tín, Xuân Trường, Xuân Vinh và Xuân Yên.
Ngày 16 tháng 12 năm 1964, một phần huyện Thọ Xuân (gồm 13 xã: Thọ Bình, Thọ Cường, Thọ Dân, Thọ Ngọc, Thọ Phú, Thọ Sơn, Thọ Tân, Thọ Thế, Thọ Tiến, Thọ Vực, Xuân Lộc, Xuân Thịnh và Xuân Thọ) được tách ra để sáp nhập với một phần huyện Nông Cống thành huyện Triệu Sơn.
Huyện Thọ Xuân còn lại 37 xã: Bắc Lương, Hạnh Phúc, Nam Giang, Phú Yên, Quảng Phú, Tây Hồ, Thọ Diên, Thọ Hải, Thọ Lâm, Thọ Lập, Thọ Lộc, Thọ Minh, Thọ Nguyên, Thọ Trường, Thọ Xương, Xuân Bái, Xuân Châu, Xuân Giang, Xuân Hòa, Xuân Hưng, Xuân Khánh, Xuân Lai, Xuân Lam, Xuân Lập, Xuân Minh, Xuân Phong, Xuân Phú, Xuân Quang, Xuân Sơn, Xuân Tân, Xuân Thắng, Xuân Thành, Xuân Thiên, Xuân Tín, Xuân Trường, Xuân Vinh và Xuân Yên.
Ngày 9 tháng 12 năm 1965, thành lập thị trấn Thọ Xuân (thị trấn huyện lỵ) trên cơ sở tách thôn Thọ Khang thuộc xã Xuân Trường.
Ngày 8 tháng 3 năm 1967, thành lập thị trấn nông trường Sao Vàng trực thuộc huyện Thọ Xuân.
Ngày 23 tháng 10 năm 1978, sáp nhập ba xã Xuân Thành, Hạnh Phúc và Bắc Lương thành xã Thọ Thành.
Ngày 2 tháng 10 năm 1981, chia xã Thọ Thành trở lại thành ba xã: Xuân Thành, Hạnh Phúc và Bắc Lương.
Ngày 5 tháng 1 năm 1987, thành lập xã Thọ Thắng.
Ngày 7 tháng 2 năm 1991, thành lập thị trấn Lam Sơn trên cơ sở điều chỉnh một phần diện tích tự nhiên và dân số của các xã Thọ Lâm, Thọ Xương và Xuân Lam.
Tháng 8 năm 1999, giải thể thị trấn nông trường Sao Vàng để thành lập thị trấn Sao Vàng.
Ngày 20 tháng 6 năm 2018, Bộ Xây dựng ban hành Quyết định số 834/QĐ-BXD công nhận đô thị Lam Sơn – Sao Vàng (gồm các thị trấn Lam Sơn, Sao Vàng; các xã Thọ Xương, Xuân Bái, Xuân Lam và một phần các xã Thọ Lâm, Xuân Phú, Xuân Thắng) là đô thị loại IV.
Ngày 16 tháng 10 năm 2019, Ủy ban Thường vụ Quốc hội ban hành Nghị quyết số 786/NQ-UBTVQH14 về việc sắp xếp các đơn vị hành chính cấp xã thuộc tỉnh Thanh Hóa (nghị quyết có hiệu lực từ ngày 1 tháng 12 năm 2019). Theo đó:
- Sáp nhập xã Hạnh Phúc vào thị trấn Thọ Xuân
- Sáp nhập xã Xuân Lam vào thị trấn Lam Sơn
- Sáp nhập xã Xuân Thắng vào thị trấn Sao Vàng
- Sáp nhập xã Thọ Thắng vào xã Xuân Lập
- Hợp nhất hai xã Xuân Sơn và Xuân Quang thành xã Xuân Sinh
- Hợp nhất ba xã Xuân Khánh, Thọ Nguyên, Xuân Thành thành xã Xuân Hồng
- Hợp nhất ba xã Xuân Tân, Xuân Vinh, Thọ Trường thành xã Trường Xuân
- Hợp nhất hai xã Phú Yên và Xuân Yên thành xã Phú Xuân
- Hợp nhất hai xã Thọ Minh và Xuân Châu thành xã Thuận Minh.

Huyện Thọ Xuân có 3 thị trấn và 27 xã như hiện nay.

## Hành chính
Huyện Thọ Xuân có 30 đơn vị hành chính cấp xã trực thuộc, bao gồm 3 thị trấn: Thọ Xuân (huyện lỵ), Lam Sơn, Sao Vàng và 27 xã: Bắc Lương, Nam Giang, Phú Xuân, Quảng Phú, Tây Hồ, Thọ Diên, Thọ Hải, Thọ Lâm, Thọ Lập, Thọ Lộc, Thọ Xương, Thuận Minh, Trường Xuân, Xuân Bái, Xuân Giang, Xuân Hòa, Xuân Hồng, Xuân Hưng, Xuân Lai, Xuân Lập, Xuân Minh, Xuân Phong, Xuân Phú, Xuân Sinh, Xuân Thiên, Xuân Tín, Xuân Trường.
| Tên           | Diện tích (km²) | Dân số (người) |
| ------------- | --------------- | -------------- |
| Thị trấn (03) |                 |                |
| Thọ Xuân      | 4,77            | 10.598         |
| Lam Sơn       | 8,92            | 13.291         |
| Sao Vàng      | 18,69           | 11.610         |
| Xã (27)       |                 |                |
| Bắc Lương     | 3,92            | 6.568          |
| Nam Giang     | 5,43            | 8.445          |
| Phú Xuân      | 7,44            | 9.545          |
| Quảng Phú     | 17,13           | 7.934          |
| Tây Hồ        | 3,16            | 5.022          |
| Thọ Diên      | 4,13            | 6.164          |
| Thọ Hải       | 7,09            | 7.474          |
| Thọ Lâm       | 21,45           | 10.689         |
| Thọ Lập       | 7,17            | 6.554          |
| Thọ Lộc       | 4,70            | 5.672          |
| Thọ Xương     | 10,21           | 10.518         |

| Tên         | Diện tích (km²) | Dân số (người) |
| ----------- | --------------- | -------------- |
| Thuận Minh  | 18,62           | 10.453         |
| Trường Xuân | 13,74           | 14.305         |
| Xuân Bái    | 5,77            | 8.743          |
| Xuân Giang  | 5,17            | 5.552          |
| Xuân Hòa    | 6,68            | 7.467          |
| Xuân Hồng   | 12,34           | 12.845         |
| Xuân Hưng   | 10,44           | 5.858          |
| Xuân Lai    | 5,31            | 6.529          |
| Xuân Lập    | 9,12            | 10.044         |
| Xuân Minh   | 6,32            | 5.392          |
| Xuân Phong  | 4,92            | 5.291          |
| Xuân Phú    | 31,76           | 8.671          |
| Xuân Sinh   | 17,37           | 13.435         |
| Xuân Thiên  | 8,02            | 10.961         |
| Xuân Tín    | 7,36            | 8.851          |
| Xuân Trường | 5,13            | 5.294          |

## Kinh tế
Nông nghiệp, ngoài cây lúa, huyện còn là một vùng sản xuất cây công nghiệp mía đường. Trên địa bàn huyện có nhà máy đường Lam Sơn, nơi dẫn đầu phong trào mía đường những năm 90 thế kỷ XX.
Tốc độ tăng trưởng kinh tế bình quân: 11,1%/năm.
Thu nhập bình quân đầu người ngày một tăng cao theo từng năm, đời sống vật chất và tinh thần của người dân ngày một được nâng cao.
Thực hiện công cuộc đổi mới do Đảng khởi xướng và lãnh đạo, Đảng bộ, chính quyền và nhân dân huyện Thọ Xuân đã đạt nhiều thành tựu quan trọng và tương đối toàn diện từ kinh tế - xã hội đến quốc phòng - an ninh. Thành tựu đó được thể hiện rõ nét ở mức tăng trưởng kinh tế hàng năm gắn với kết quả giải quyết các vấn đề xã hội bức xúc. Những tiến bộ về chuyển dịch cơ cấu kinh tế nông nghiệp, nông thôn; những công trình kiến trúc hạ tầng cơ sở được xây dựng mới và nâng cấp; đời sống vật chất, tinh thần của nhân dân ngày càng được nâng cao. Những thành quả đó đã tạo tiền đề để Thọ Xuân vững tiến vào tương lai.
Huyện Thọ Xuân tiến tới việc thành lập thị xã trước năm 2030, với những điều kiện thuận lợi như có sân bay Sao Vàng (nâng cấp thành sân bay quốc tế), hình thành các khu đô thị giúp cho kinh tế huyện Thọ Xuân ngày một phát triển góp phần chung vào sự phát triển của toàn tỉnh nói chung, đảm bảo đời sống vật chất, tinh thần cho bà con trong huyện nói riêng.

## Di tích lịch sử
1. Di tích lịch sử kiến trúc Lê Hoàn tại xã Xuân Lập, gồm: đền thờ, lăng Hoàng Khảo, lăng Quốc Mẫu, lăng cha nuôi Lê Đột và đền sinh thánh.
2. Khu di tích lịch sử Lam Kinh (thị trấn Lam Sơn) gồm: đền thờ Lê Thái Tổ, cung điện, lăng bia các vua và hoàng hậu Nhà Lê.
3. Đền thờ và lăng mộ Thứ quốc công Nguyễn Nhữ Lãm, xã Thọ Diên và Xuân Lập.
4. Nghè Xuân Phả thờ Đại Hải Long Vương và bà Hoàng hậu Nhà Đinh, nơi diễn ra Trò Xuân Phả hàng năm.
5. Quần thể di tích hành cung Vạn Lại - Yên Trường (1546-1593), xã Thuận Minh và Thọ Lập.
6. Quần thể di tích cách mạng xã Xuân Hoà.
7. Quần thể di tích lịch sử cách mạng xã Xuân Minh.
8. Từ đường họ Hà Duyên, xã Xuân Lai.
9. Quần Thể lăng mộ các đời vua họ Lê như: Lê Dụ Tông, Lê Cảnh Hưng, Huyền Trân Công Chúa, Lê Chiêu Thống nằm tại trường cấp 1 - 2 cũ, xã Xuân Sinh.
10. Đình làng Lễ Nghĩa, xã Xuân Hồng.
11. Lăng vua Lê Thần Tông, xã Xuân Hưng.
12. Lăng Quốc Thái mẫu Trịnh Thị Ngọc Lung thuộc thôn Mỹ Thịnh, xã Thọ Diên.
13. Đình Làng Giữa - Làng Giữa, xã Xuân Sinh (Xuân Quang cũ).
14. Đền Thờ Thần Cao Sơn, xã Xuân Sinh (Xuân Quang cũ).

Ngoài ra, Thọ Xuân còn nhiều di tích được xếp hạng cấp tỉnh như: đền thờ khắc Quốc công Lê Văn An (làng Diên Hào - xã Thọ Lâm), đền thờ Quốc Mẫu (làng Thịnh Mỹ - xã Thọ Diên). Ở Thọ Xuân mới phát hiện đền thờ của vua Lê Dụ Tông (làng Bái Trạch - xã Xuân Giang).

## Giao thông
- Đường bộ có quốc lộ 15, chạy theo hướng Bắc - Nam, nằm ở phía tây huyện, qua thị trấn Lam Sơn, và quốc lộ 47 nối quốc lộ 15 với thành phố Thanh Hóa.
- Đường thủy theo sông Chu gặp sông Mã rồi ra Biển Đông.
- Đường hàng không có sân bay Thọ Xuân nằm ở thị trấn Sao Vàng được khánh thành và đưa vào khai thác sử dụng từ năm 2013.
- Đặc biệt tuyến đường đôi vừa được hoàn thành, tạo điều kiện thuận lợi về cơ sở hạ tầng trong việc giao thương, phát triển kinh tế của toàn huyện.